# Slovinky
Slovinky jsou obec v okrese Spišská Nová Ves v Košickém kraji.

## Polohopis
Obec leží v úzkém údolí podél Slovinského potoka uprostřed jehličnanů a buků severní části Slovenského rudohoří. V blízkosti se nachází známé lyžařské středisko Plejsy. Krasové údolí Poráčské doliny patří mezi chráněné oblasti Slovenska.

## Geomorfologie
Půdní jednotky:
- Rankrová půda
- Rendzina – vyluhovaná moderová,
- Hnědá lesní půda

- Mezotrofní skeletnatá slabohumózní (27% porostní plochy),
- Rankrová skeletnatá slabohumózní (24% porostní plochy),
- Oligotrofná skeletnatá moderová (13% porostní plochy),
- Podzol, důlní halda, patēriņa, borovina, klihová půda

Geologický přehled
- Paleozoikum až ALGONKIUM – paleovulkanické křemenné porfyry, paleovulkanické diabázy, melafýry
- STARŠÍ paleozoikum – ordovik – fylity, kambrium
- MLADŠÍ paleozoikum – perm – vrchní perm kontinentální
- MEZOZOIKUM – trias – mořský
- KENOZOIKUM – paleogén – střední-vrchní eocén: flyšové vývoje, eocén bazální zeminy, vrchní mořský eocén: pískovec

### Sousední obce
Gelnica, Helcmanovce, Krompachy, Mníšek nad Hnilcom, Olcnava, Poráč, Prakovce, Spišské Vlachy, Švedlár

### Vodní toky
Přes Slovinky protéká Poráčský potok, Slovinský potok a potok zpod Ostrého vrchu (1 082,0 m n. m.), které se slévají přibližně ve středu obce. Poráčský potok pramení v Poráčském údolí, Slovinský v Lacemberském údolí.

## Symboly obce
Obec má vlastní vlajku a znak.
Znak
V zeleném pozdněgotickém štítě zlatý sv. Jiří jako rytíř na koni, kopím zabíjející černého draka. V horních rozích štítu je doprovázen dvěma zlatými kolmými kladívky.
Boj sv. Jiří s drakem symbolizuje odvěký boj dobra se zlem. Hornická kladívka upozorňují na hlavní zaměstnání obyvatel Slovinek a jejich počet naznačuje, že dnešní Slovinky vznikly ze dvou obcí. Barva štítu – zelená a barva draka – černá představují typické barvy horníků. Zbarvení zlatou, resp. žlutou barvou u hlavní figury a kladívka lze chápat jako projev úcty k patronovi místního chrámu i k práci místních horníků, která jim po staletí poskytovala živobytí.
Vlajka
Je odvozena z barev znaku, přičemž respektuje zásady i slovenské vlajkové tvorby. Skládá se ze tří podélných pruhů v pořadí: žlutý, černý, zelený, přičemž boční pruhy mají oproti střednímu dvojnásobnou šířku. Vlajka má na konci dvojitý zástřih, který sahá do 1/3 listu vlajky.
Pečeť
Je kruhová. Střed pečeti vyplňuje erbovní znamení bez štítu. Kruhopis zní: OBEC Slovinky. Začátek a konec textu může být oddělen stylizovanou růžičkou.

## Historie
Hornicko-dřevorubecká obce začíná psát svou historii již v roce 1368 pod názvem Villa Abakuk. Roku 1460 se již uváděly dvě obce. V 16. – 18. stol. byly převrstvené ukrajinskými přistěhovalci. V 15. století se odčlenily Vyšné Slovinky, aby se v roce l943 opět spojili s Nižními Slovinkami v jednu obec Slovinky. Známé byly těžbou mědi a stříbra a v l9. století i těžbou železa. V současnosti je rudné hornictví v útlumu a jako památka na slavnou hornickou minulost zůstalo jen několik zrekonstruovaných a veřejnosti zpřístupněných důlních spojů a poslední vytěžený vagónek měděné rudy.
Obyvatelé zemědělci, uhlíři a v 18. a 19. stol. i horníci, kteří pracovali v železorudných a měděných dolech. V roce 1917 až 1920 došlo v obci k mnohým stávkám a demonstracím horníků proti nedostatečnému zásobování a proti propouštění z práce. Hromadná vesnice. Topí u mostu, klasicistní ze začátku 19. stol. Po roce 1945 přestavěna. Šestiokenní uliční fasáda má mírný střední rizalit s portálem a nárožní lizeny s horizontální rustikou. Nad portálem je malý tympanon.
Řeckokatolická Cerkev sv. Jiří je klasicistní chrám, postavený v roce 1798 – 1808, restaurovaný roku 1874. Jednolodní prostor s presbytářem a vestavěnou věží. Prostory zaklenuty pruskými klenbami s medziklenbovými pásy. Na parapetu stavěné varhanní empory, otvírající se do lodi velkou arkádou, je 6 maleb, seřazených na způsob půlkruhových Lich arkád, které vznikly současně se stavbou. Původní klasicistní kazatelna s obrazy věrozvěstů. Dřevěná křtitelnice z jednoho kusu z roku 1710. Neoklasicistní ikonostas roku 1874. Přenosný oboustranně malovaný obraz sv. Juraje a Misericordia z druhé poloviny 18. stol. Pod nástěnnými malbami ze začátku 20. stol. jsou pravděpodobně starší malby.
Obec patřila zpočátku pod správu Richňavské hradního panství, jehož se roku 1460 zmocnil Imrich Zápolský. Právě z téhož roku pochází i dokument svědčící o existenci již dvou obcí s názvem Zlowinka. Od roku 1550 se v písemnostech setkáváme s pojmenováním Vyšné Slovinky a od roku 1555 i s Nižním Slovinky.
Po Zápolských se hlavním pánem Richňavského panství a tedy i Slovinek staly Turzovci. Krátký čas kolem poloviny 16. století patřily Ondřejovi Bátorimu. Po vymření Turzovců a velkých majetkových sporech se dostali definitivně do majetku Čákiovců, majitelů Spišského hradu. Tito je vlastnili až do zrušení poddanství v roce 1848.
Obyvatelstvo Slovinek tvořily většinou horníci, uhlíři a dřevorubci. Částečně se zabývali i zemědělstvím a dobytkářství. V 18. století se Slovinky proslavily i měďařskou hutí sv. Mikuláše, která patřila Sdružení hornouherských těžařů. Ve druhé polovině 19. století měďnorudné hornictví a hutnictví v Slovinkách upadlo a těžba se omezila většinou jen na železnou rudu.
Původním obyvatelstvem Slovinek byly pravděpodobně Slováci. V průběhu 16. století se sem přistěhovalo velké množství rusínského obyvatelstva, které přineslo i změnu náboženského charakteru obou obcí. Ujal se řeckokatolický východní obřad.
Chrám a fara ve Slovinkách existovaly již v první polovině 14. století. Neznámo, zda původní patrocínium chrámu bylo totožné se sv. Jurajem, mučedníkem, který je jako patron místního chrámu doložen pouze od konce 16. století. Je dost možné, že změna patrocínia souvisela s příchodem rusínského řeckokatolického obyvatelstva, neboť právě u nich je tento patron bojovníků jezdců velmi oblíbený. Současný klasicistní chrám zasvěcený sv. Jiří byl postaven až v letech 1799–1808.

## Politika

### Starostové obce
- 1994–2002 Ladislav Fryc (nekalá)
- 2002–2006 Michal Pačan (nekalá)
- 2006–2010 Michal Pačan
- 2010–současnost

### Zastupitelstvo
- 1990–1994 – 17 zastupitelů
- 1994–1998 – 17 zastupitelů (13 nezávislí, 2 KDH, 1 HZDS, 1 SDĽ)
- 1998–2002 – 17 zastupitelů (12 nezávislí, 2 KDH, 1 HZDS, 2 SDĽ)
- 2002–2006 – 9 zastupitelů (7 nezávislí, 1 KDH, 1 SMER-SD)

### Obyvatelstvo
Vývoj obyvatelstva od roku 1869
| Rok sčítání | Počet obyvatel | Počet domů |
| ----------- | -------------- | ---------- |
| 1869        |                | -          |
| 1880        | 2 074          | 335        |
| 1890        | 1 456          | 288        |
| 1900        | 1 523          | 299        |
| 1910        | 2 511          | 336        |
| 1921        | 2 085          | 320        |
| 1930        | 1 834          | 283        |
| 1950        | 1 627          | 309        |
| 1961        | 2 305          | 377        |
| 1970        | 2 433          | 449        |
| 1980        | 2 246          | 484        |
| 1991        | 1 800          | 498        |
| 2001        | 1 867          | 468        |

Složení obyvatelstva podle náboženského vyznání (2001)
|                          | Počet obyvatel | %    |
| ------------------------ | -------------- | ---- |
| Římskokatolická církev   | 439            | 23,5 |
| Řeckokatolická církev    | 490            | 26,2 |
| Pravoslavná církev       | 807            | 43,2 |
| Evangelická církev a. v. | 6              | 0,3  |
| Bez vyznání              | 86             | 4,6  |
| Ostatní a nezjištěno     | 39             | 2,1  |

Složení obyvatelstva podle národnosti (2001)
|                      | Počet obyvatel | %    |
| -------------------- | -------------- | ---- |
| Slovenská            | 1 762          | 94,4 |
| Maďarská             | 1              | 0,1  |
| Romská               | 33             | 1,8  |
| Rusínská             | 50             | 2,7  |
| Ukrajinská           | 4              | 0,2  |
| Česká                | 7              | 0,4  |
| Ostatní a nezjištěno | 10             | 0,5  |

## Kultura a zajímavosti
O zachování lidových tradici se stará především folklorní soubor Slovinka a dětský folklorní soubor Slovinočka, které pravidelně vystupují na srpnových folklorních slavnostech.

### Farní úřad
Řeckokatolický:
- Farář: jeromonach Pimen (* 1970)

Pravoslavný:
- Duchovní správce: Peter Kačmár (* 1974)

Římskokatolický:
- Filiálka římskokatolické farnosti Krompachy

## Sport
Je ideálním místem k odpočinku i aktivnímu pobytu turistů, kterým okolní lesy nabízejí množství značených turistických stezek, které se v zimě využívají jako trasy pro běžky. V blízkosti se nachází známé lyžařské středisko Plejsy, a v samotné obci funguje 300 m dlouhý lyžařský vlek. Sportovcům se nabízí udržované fotbalové hřiště i tělocvična ZŠ, novinkou jsou povoznické služby nabízející jízdy kočárem, nebo relaxační jízdy na koni pro děti i dospělé. Rybáři si přijdou na své v bystřinách místních potoků a pokud rybářské štěstí nepřeje, jsou k dispozici i dva chovné rybníky v Lacemberské a Poráčské dolině. V dolině se nachází turistická ubytovna – Čierny bocian, ke které kromě místní komunikace vede i naučná stezka.

## Školy
- Mateřská škola – Slovinky 58  Archivováno 6. 10. 2008 na Wayback Machine.
- Základní škola – Slovinky 71